# RAW
|  | "RAW" redirigeix aquí. Si cerqueu el programa de lluita lliure, vegeu WWE RAW. |

Els fitxers RAW (de l'anglès cru), o fitxers d'imatge en cru, és un format d'imatge digital sense que la càmera hi hagi aplicat cap filtre o l'hagi processat de manera automàtica. Els fitxers RAW contenen la totalitat de les dades de la imatge tal com ha estat captada pel sensor digital de la càmera fotogràfica amb una profundiat de color de fins a 48 bits per píxel. En canvi, no inclouen informació sobre les característiques de l'exposició, com ara la correcció del color (correcció de blancs), el contrast i altres ajustaments realitzats manualment pel fotògraf o automàticament per la càmera.
Pel fet que els fitxers RAW contenen la totalitat de les dades de la imatge captada per la càmera, els seus fitxers ocupen una quantitat elevada de memòria. Si la càmera realitza una fotografia en la modalitat de 5 milions de píxels (5 megapíxels), el fitxer RAW ocuparà un mínim de 20 milions de bytes, quatre (8 bits per cadascun dels colors vermell, verd i blau més 8 per a transparències) per píxel i normalment més (el fitxers RAW solen utilitzar més de 8 bits per color).
Les càmeres professionals i semi-professionals ofereixen generalment l'opció de guardar les imatges en un fitxer RAW, a més del format JPEG i eventualment d'altres. També algunes càmeres compactes d'alt nivell ofereixen aquesta possibilitat.
El fitxers RAW s'utilitzen quan interessa arxivar una fotografia tal com va ser captada pel sensor digital, sense cap mena de manipulació per la càmera, per tal de poder processar-la posteriorment a l'ordinador mitjançant un programa de tractament d'imatges. Se l'anomena antifiltre de densitat neutra, ja que elimina totes les correccions que la càmera fa de forma automàtica; incrementa la quantitat de llum que entra a l'objectiu i permet l'ús de velocitats d'obturació més ràpides i obertures d'objectiu més petites. Amb aquest format, pots corregir amb edició les males exposicions. Si es vol una imatge nítida i constrastada però hi ha poca llum, amb un programa com Photoshop o Adobe Lightroom es podria corregir sense fer malbé la fotografia.

## Avantatges
Com hem esmentat abans, els avantatges són la qualitat d'imatge i els possibles canvis posteriors sense minimitzar la qualitat d'aquesta. El format RAW no comprimeix la foto com ho fa el JPG. Amb una foto RAW pots tenir la seguretat de captar tota la qualitat i informació possible, per tant, permet ajustos i millores posteriorment en edició, arribant a canviar gairebé tota la fotografia.
Els possibles canvis podrien ser donar-li a la foto més exposició (llum), canviar-li el balanç de blancs, donar-li més calidesa o més fred, canviar-li la saturació, etc.

## Inconvenients
Tot i així, també té certs punts negatius, com l'espai que ocupa en la targeta de memòria, perquè al estar en estat «cru» i sense comprimir, ocupa molt més espai en la targeta de memòria que el format JPG. On caben 400 fotos JPG potser només caben 110 fotos RAW.
A més, el format RAW no és únic i universal, i el JPG sí. Tots els JPG’s són iguals, tots els programes obren i llegeixen fotos JPG de la mateixa manera, però això no succeeix amb les imatges RAW. Per exemple, les RAW de Cànon són diferents de les RAW de Nikon. Això planteja un problema de compatibilitat. Els professionals del sector alerten que una foto RAW es pot obrir i utilitzar avui, però dintre de 7 anys és possible que no es pugui per les actualitzacions del programari.